# 神に咎められるアダム
『神に咎められるアダム』（かみにとがめられるアダム、西: La reconvención a Adán、英: God reprimanding Adam）は、イタリア盛期ルネサンスのヴェネツィア派の画家フランチェスコ・バッサーノとその父ヤコポ・バッサーノが1570年ごろ、キャンバス上に油彩で制作した絵画である。主題は『旧約聖書』中の「創世記」(3章7-19) から採られたもので、アダムの「原罪」が神に発覚される場面が描かれている。作品は現在、マドリードのプラド美術館に所蔵されている。

## 背景
この絵画は、ナポリ総督であったサヴォイア公エマヌエーレ・フィリベルトから従兄弟であるスペイン王フェリペ4世に贈られた作品であるが、エマヌエーレ・フィリベルトはフェリペ4世のヴェネツィア派絵画への傾倒を知っていたとされる。スペインの王室コレクションにはヴェネツィア派絵画が豊富に所蔵されていた。ヤコポ・バッサーノとその息子フランチェスコ、レアンドロのバッサーノ一族の作品も多く収集され、ティツィアーノの作品に次ぐものとなった。

## 主題
『旧約聖書』の「創世記」 (3章) によると、アダムとイヴはエデンの園で平和に暮らしていた。しかし、ある時、ヘビがイヴをそそのかし、神に食べてはいけないと禁じられていた「知恵の樹」の実を食べ、アダムにも与えてしまう。これが原罪である。2人の行いを知った神は怒って、エデンの園から追放した。
アダムとイヴの原罪発覚後、神から楽園を追放される場面を描いた絵画は多いが、本作はアダムの罪が神に発覚する場面を描いており、こうした作品は美術史上あまり類を見ない。動物画を得意としたヤコポ・バッサーノとその一族の工房でも、この主題を表した唯一の作品である。

## 作品

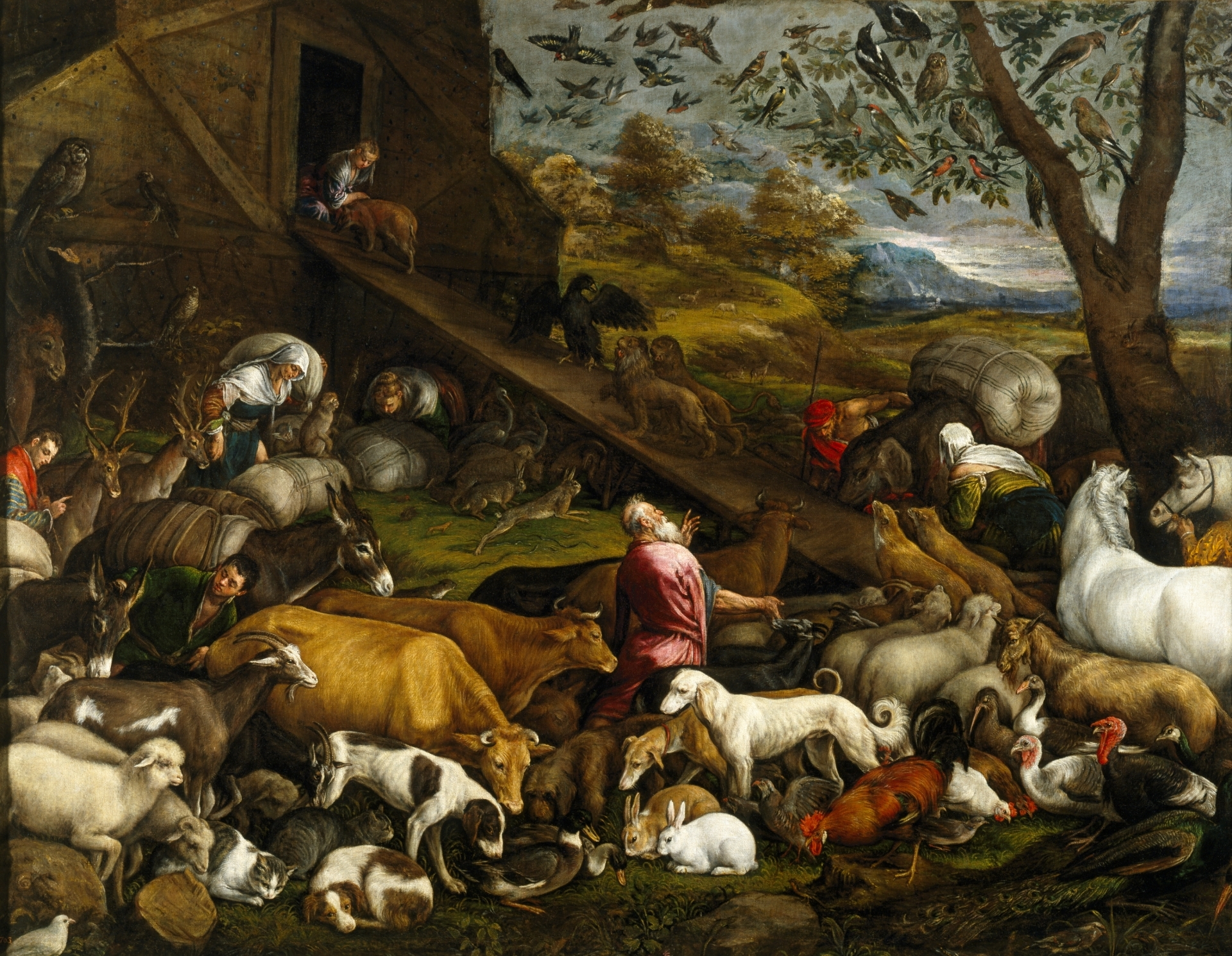
ヤコポ・バッサーノ『ノアの方舟に乗り込む動物たち』 (1570年ごろ)、プラド美術館

作品には、「創世記」の記述に従った神とアダムの間の対話が描かれている。それに従い、アダムは股間をイチジクの葉で覆い、画面左端の木の背後にいるイヴの姿は部分的に表されている。「創世記」の記述とは異なり、画家が自由に創作しているのは、神がエデンの園を歩いておらず、天上に登場することである。これは人間の堕罪を強調するだけでなく、そのために生じた神と人間の物理的なものにとどまらない距離を描く効果的な方法である。
かつて本作はヤコポ・バッサーノに帰属されていたが、その帰属は見直す必要がある。ヤコポは構図を担当し、主要人物、とりわけアダムを描いたが、絵画の大部分の制作は息子のフランチェスコが担当した。寒色の使用と線的な筆致はヤコポに典型的なものではなく、1570年代後半のフランチェスコの様式と一致している。動物たちの描写に見られる質の相違も明らかで、父と息子の共同制作であることを裏づける。羊の描写は『ノアの方舟に乗り込む動物たち』 (プラド美術館) と比較できる。一方、耳の垂れている猟犬のポインター (画面右側) は、『ノアの方舟に乗り込む動物たち』などバッサーノ一族の多くの作品に登場している。
風景描写の面では画面の奥に地平線が配され、そこに山々の尾根が描かれている。山際にはわずかな晴れ間があるが、そこから段階的に暗くなり、空は曇っている。本作に見られるこうした特徴は『ノアの方舟に乗り込む動物たち』などバッサーノ一族の画家たちとその工房による作品に共通しており、誰の手かを見分けるのは困難である。